# Kfz-Servicetechniker
Der Kfz-Servicetechniker ist eine Weiterbildung des gelernten Kfz-Mechatronikers, dessen abgeschlossene Ausbildung die Voraussetzung zum Servicetechniker ist. Er gilt als Zwischenstufe zum Kraftfahrzeugtechniker-Meister (früher Kfz-Meister). So muss ein Kfz-Servicetechniker seit Januar 2001 bei seiner Weiterbildung zum Meister den Teil eins der Meisterprüfung (Fachpraxis) nicht mehr ablegen. 
Es müssen für die Ergänzung zum Meister weiterhin die Prüfungsteile, zwei (Fachtheorie), vier (Ausbildung der Ausbilder, AdA-Schein) sowie dem Teil drei, welcher die Fächer Rechnungswesen, Recht und Betriebswirtschaft beinhaltet, durchgeführt werden. Der Beruf des Kfz-Servicetechnikers ist aufgrund einer öffentlich-rechtlichen Prüfungsverordnung seit dem 1. Juli 1998 staatlich anerkannt.
Die Weiterbildung erfolgt durch Angebote der Handwerkskammer oder teilweise auch herstellereigene Lehrgänge für Kfz-Mechatroniker zur Fortbildung zum Kfz-Servicetechniker, da sich die Berufsbilder nach den Vorgaben der Hersteller unterscheiden können. Der Ursprung der Ausbildung zum Kfz-Servicetechniker basiert sogar auf der Basis einzelner Fahrzeughersteller, welche in ihren überbetrieblichen Schulungen anfangs durch ihre Schulungsvorgaben interne Forderungen zur Vertragserfüllung durch entsprechende Schulungen als notwendig sahen. In den ersten Jahren wurde daher die Prüfung auch nicht vor einem Prüfungsausschuss der Handwerkskammer abgelegt, welches heute hierfür jedoch nötig ist.
Die Hauptarbeitsbereiche des Servicetechnikers sind:
- Instandhaltung von Kraftfahrzeugen
- Diagnose technischer Probleme im Kundengespräch
- Besprechen der Instandhaltungs- und Reparaturmaßnahmen mit dem Kunden
- Unterstützung des Ausbildungsmeisters in der Ausbildung von Auszubildenden
- Funktionen in der innerbetrieblichen Kommunikation
- Sicherung von Servicebereitschaft und Arbeitsqualität

Die Hauptweiterbildungsthemen sind:
- Service-Kommunikation und Service-Qualität
- Bordnetz, Beleuchtungs-, Ladestrom- und Startsysteme
- Motormanagement- und Antriebssysteme
- Fahrzeugsicherheits-, Komfort-, Informations-, Kontroll- und Diebstahlsicherungssysteme
- Intensivere Schulung in den Bereichen Elektronik, Pneumatik, Hydraulik, Digitaltechnik, Komfort- und Sicherheits-Elektronik, Diagnose.

Das Entgelt eines Servicetechnikers wird im Vergleich zum Mechatroniker abhängig von Bundesland und Tarif um 5 bis 8 Prozent tariflich angehoben. Einzelvertraglich kann auch ein höheres Entgelt vereinbart werden. Die Vorbereitung für die Abschlussprüfung beträgt 320 Unterrichtsstunden.